# Dirichletia glaucescens
Dirichletia glaucescens är en måreväxtart som beskrevs av William Philip Hiern. Dirichletia glaucescens ingår i släktet Dirichletia och familjen måreväxter. Inga underarter finns listade i Catalogue of Life.